# Merhawit Tshaye
Merhawit Tshaye Teklu (* 27. August 2000) ist eine äthiopische Leichtathletin, die sich auf den Diskuswurf spezialisiert hat.

## Sportliche Laufbahn
Erste internationale Erfahrungen sammelte Merhawit Tshaye 2018 bei den Afrikameisterschaften in Asaba, bei denen sie mit 35,53 m den zehnten Platz belegte. Im Jahr darauf nahm sie erstmals an den Afrikaspielen in Rabat teil und wurde dort mit 41,55 m Neunte. 2024 gelangte sie bei den Afrikaspielen in Accra mit 43,87 m auf Rang elf. Im Juni belegte sie bei den Afrikameisterschaften in Douala mit 10,33 m den zehnten Platz im Kugelstoßen und wurde im Diskusbewerb mit 38,00 m 15.
In den Jahren 2018 und 2019 sowie 2021 und 2022 wurde Tshaye äthiopische Meisterin im Diskuswurf.

## Persönliche Bestleistungen
- Kugelstoßen: 12,24 m, 28. März 2022 in Hawassa
- Diskuswurf: 45,40 m, 29. März 2022 in Hawassa